# Georg Friedel (Fußballspieler)
Georg Friedel (* 6. September 1913 in Nürnberg; † 1. Juni 1987) war ein deutscher Fußballspieler.

## Karriere

### Vereine
Friedel trat als 13-Jähriger der Jugendabteilung des 1. FC Nürnberg bei und rückte 1930 in die erste Mannschaft auf. Gemeinsam mit Josef Schmitt, Karl Gußner und Max Eiberger bildete er Mitte der 1930er Jahre eine der erfolgreichsten Sturmreihen im deutschen Vereinsfußball. Am 24. Juni 1934 erreichte er mit dem 1. FC Nürnberg erstmals das Endspiel um die Deutsche Meisterschaft; im Spiel das gegen den FC Schalke 04 mit 1:2 verloren wurde, erzielte er das Führungstor in der 54. Minute.
Trotz dieser Niederlage erwarb er sich in den folgenden Jahren den Beinamen des Schalke-Schrecks: Am 8. Dezember 1935 führte er mit seinem Tor zum 2:0-Endstand gegen den FC Schalke 04 den 1. FC Nürnberg zum Gewinn des ersten Pokals für Vereinsmannschaften, was ihm 1939 mit der Mannschaft erneut gelang. 7½ Monate nach seinem ersten Titelgewinn gewann er auch seine einzige Deutsche Meisterschaft, bedingt durch den 2:1-Sieg n. V. gegen Fortuna Düsseldorf in Berlin. Zuvor gewann er mit den Nürnbergern das Halbfinale gegen den FC Schalke 04 durch seine zwei Tore mit 2:0 Für die Nürnberger Mannschaft bestritt er insgesamt 325 Spiele, in denen er über 400 Tore erzielte. In den Endrundenspielen um die Deutsche Meisterschaft kam er 31 Mal zum Einsatz und erzielte 22 Tore, im Tschammerpokal-Wettbewerb 18 Mal bei 12 Toren.

### Nationalmannschaft
Sein Sturmtalent blieb Reichstrainer Sepp Herberger nicht verborgen und lud ihn für das Länderspiel der A-Nationalmannschaft gegen die Nationalmannschaft der Niederlande ein. Der Ländervergleich am 31. Januar 1937 in Düsseldorf endete 2:2 unentschieden; bei seinem einzigen Einsatz als Nationalspieler ließ er dreimal alleinstehend vor dem Tor alle Chancen ungenutzt.

## Erfolge
- Deutscher Meister 1936
- Tschammerpokal-Sieger 1935, 1939

## Sonstiges
Mit Beginn des Zweiten Weltkriegs wurde er nach dem Pokalfinale 1940 zum Wehrdienst herangezogen und nahm am Afrikafeldzug teil. Unversehrt aus dem Krieg nach Nürnberg zurückgekehrt, fand er jedoch keine Berücksichtigung mehr in der Nachkriegsmannschaft des 1. FC Nürnberg.